# Seseli scopulorum
Seseli scopulorum är en flockblommig växtart som beskrevs av C.C.Towns. Seseli scopulorum ingår i släktet säfferötter, och familjen flockblommiga växter. Inga underarter finns listade i Catalogue of Life.